# Samuel Taylor Coleridge

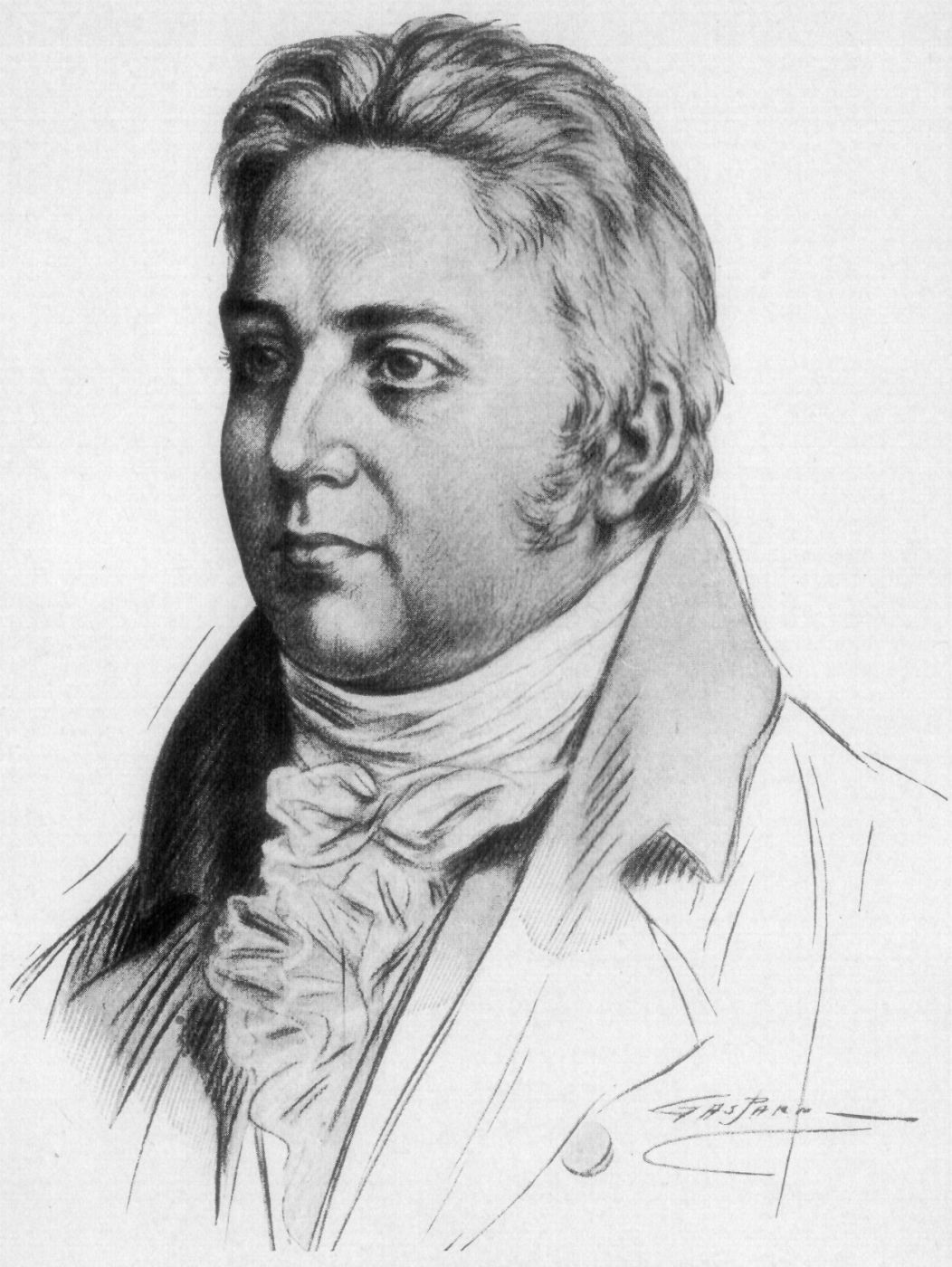
Samuel Taylor Coleridge

Samuel Taylor Coleridge FRSL (Ottery St Mary, Devon, 21 d'octubre de 1772 - Londres, 25 de juliol de 1834) va ser un poeta, crític i filòsof anglès, que va ser, junt amb el seu amic William Wordsworth, un dels fundadors del Romanticisme a Anglaterra i un dels lakistes. Les seues obres més conegudes són, possiblement, The Rime of the Ancient Mariner (Rima de l'ancià mariner) i Kubla Khan, així com la seua obra en prosa Biographia Literaria.

## Primers anys i educació
Samuel Taylor Coleridge va nàixer el 21 d'octubre de 1772 a la ciutat d'Ottery St Mary, Devonshire. Era el més jove de tretze germans. Son pare, el reverend John Coleridge, era un vicari molt respectat. Samuel va ser constantment ridiculitzat pel seu germà major, Frank, en part per gelosia, ja que els seus pares constantment lloaven i afavorien Samuel. Per defugir aquestes injúries, es refugiava a la biblioteca local, on va descobrir la seua passió per la paraula escrita.
Després de la mort de son pare el 1781, va ser enviat a Christ's Hospital, un internat de Londres, col·legi conegut per la seua desagradable atmosfera i estrictes normes. Ací es va fer amic de Charles Lamb. Al llarg de la seua vida, Coleridge va idealitzar son pare com una persona innocent i piadosa, mentre que la seua relació amb sa mare va resultar extremadament difícil. La seua infància es va caracteritzar per la constant recerca d'atenció, la qual cosa es relaciona amb la seua personalitat dependent d'adult. Rares vegades podia tornar a casa durant els anys de col·legi, i aquesta distància amb la seua família li va resultar molt perjudicial des del punt de vista emocional. La seua soledat en el col·legi es descriu en el poema Frost at Midnight.
Des de 1791 fins a 1794 Coleridge va estudiar en el Jesús College de la Universitat de Cambridge. L'any 1792 va obtindre la Medalla d'Or Browne per una oda que va escriure sobre el comerç d'esclaus. El novembre de 1793 va abandonar el col·legi i es va allistar als dragons reials (unitat militar de cavalleria pesant), potser perquè havia contret deutes o perquè la jove que amava l'havia rebutjat; en tot cas, els seus germans van aconseguir que el llicenciaren uns mesos després (irònicament per suposada bogeria), i va ser readmès en el Jesus College. Va deixar Cambridge sense obtenir cap títol.

## Pantisocràcia i matrimoni
En la universitat va descobrir idees polítiques i teològiques que llavors es consideraven radicals. De la seua amistat amb el poeta Robert Southey naix un drama en vers titulat The fall of Robenspierre (La caiguda de Robespierre, 1794).
El 1795, obri un curs públic sobre la història de la Revolució Francesa, de la qual llavors era entusiasta. Coleridge es va unir a Southey i al poeta Robert Lowell en un pla, prompte abandonat, de fundar una societat utòpica de tipus comunista, anomenada Pantisocràcia, en la qual tots manarien per igual, a les terres salvatges de Pennsilvània. Aquest mateix any, els dos amics es van casar amb les germanes Sarah i Edith Fricker, però el matrimoni de Coleridge no va resultar feliç. Va arribar a detestar la seua dona, i amb el temps se'n van divorciar. Durant el seu fallit matrimoni, i després, va estimar una dona anomenada Sarah Hutchinson, que no va compartir la seua passió. En aquell moment va conèixer a Wordsworth i la seua germana Dorothy, i se'n feren amics íntims.
Southey va marxar a Portugal, però Coleridge va romandre a Anglaterra. L'any 1796 va publicar Poems on Various Subjects. Va ser en aquesta època quan va començar a usar l'opi com a analgèsic. Tant els seus quaderns de notes, com els de Dorothy Wordsworth, recullen que patia diverses malalties, incloent-hi mal de queixal i neuràlgia facial. En aquell moment, el consumidor d'opi no estava estigmatitzat, però també és cert que se sabia poc dels aspectes fisiològics o psicològics de l'addicció.
Els anys 1797 i 1798, durant els quals els amics van viure a Nether Stowey, Somerset, són dels més fructífers en la vida de Coleridge. A més de la Rima de l'ancià mariner, va compondre el poema simbòlic Kubla Khan, escrit, segons ell mateix va dir, com a resultat de les al·lucinacions provocades per l'opi, en "una espècie d'ensonyament"; i la primera part del seu poema narratiu Christabel. Durant aquest període també va produir els seus molt lloats poemes de "conversa": This Lime-Tree Bower My Prison, Frost at Midnight, i The Nightingale.
L'any 1798 Coleridge i Wordsworth van publicar un volum conjunt de poesia, les Balades líriques, que marcaria el punt inicial del moviment romàntic anglès. Tot i que el productiu Wordsworth va contribuir al volum amb més poemes, la primera versió de Coleridge de la Rima de l'ancià mariner era el poema més llarg i va cridar-ne més l'atenció que cap altre.
En la tardor d'aquest mateix any Coleridge i Wordsworth van anar a Alemanya. Coleridge es va desil·lusionar completament en conèixer la Revolució Francesa, que va considerar molt radical; va posar llavors l'atenció en la filosofia alemanya, especialment en l'idealisme transcendental d'Immanuel Kant. Va aprendre alemany i va arribar a estudiar a la Universitat de Göttingen. Igualment, es va interessar per la crítica literària del dramaturg del segle xviii, Lessing, i per les obres de Friedrich Schlegel i de Friedrich Schelling. Extrau dels cants dels Minnesänger i de les llegendes locals els temes de noves obres. Coleridge va estudiar alemany i, en tornar a Anglaterra, va traduir a l'anglès la trilogia dramàtica Wallenstein del poeta clàssic alemany Friedrich Schiller.
Coleridge criticava el gust literari dels seus contemporanis, tement que aqueixa falta de gust, en el creixent nombre de persones alfabetitzades, acabara profanant la mateixa literatura.
El 1800 va tornar a Anglaterra i poc després es va assentar amb la seua família i amics a Keswick, al Lake District de Cumberland per a estar a prop de Grasmere, on havien anat a viure Wordsworth i la seua germana. Es va enamorar de Dorothy Wordsworth, amor mai correspost que el perseguirà la resta de la seua vida. Prompte es va veure assetjat per problemes maritals, malalties, creixent dependència de l'opi, tensions amb Wordsworth i falta de confiança en les seues capacitats poètiques, tot això va impulsar la composició de Dejection: an Ode i la intensificació dels seus estudis filosòfics.
De 1804 a 1806, Coleridge va viure a Malta i va viatjar per Sicília i Itàlia, amb l'esperança que, en abandonar l'humit clima d'Anglaterra, la salut li millorara i poguera reduir el consum d'opi. Va treballar en l'administració britànica de Malta, com a secretari del governador Sir Alexander John Ball. Thomas de Quincey sosté en el seu Recollections of the Lakes and the Lake Poets que va ser llavors quan es va fer profundament addicte a l'opi, usant la droga com a substitut del vigor i la creativitat de joventut, ja perduts; s'ha suggerit, tanmateix, que això reflecteix més aviat les experiències de Quincey, i no les de Coleridge.
Entre 1808 i 1819 aquest "gegant entre nans", com sovint va ser denominat pels seus contemporanis, va donar una sèrie de conferències a Londres i Bristol; les dedicades a Shakespeare van renovar l'interès en el dramaturg com a model per a escriptors contemporanis.
L'any 1816 va empitjorar la seua addicció, patia depressió i es trobava distanciat de la família; per tot això, va establir la residència en la llar del metge James Gillman, a Highgate, Londres. Aquest any va publicar Christabel i Kubla Khan, obres que el van fer famós.
A casa del doctor Gillman va acabar la seua major obra en prosa, la Biographia Literaria (1817), un volum compost per vint-i-cinc capítols de notes autobiogràfiques i dissertacions sobre diversos temes, incloent-n'hi alguns de teoria literària i crítica. Destaca la seua definició sobre la naturalesa de la poesia i la imaginació: va fer una famosa distinció entre la imaginació primària i la secundària d'una banda, i la fantasia, d'una altra. Va publicar altres escrits mentre vivia a la casa Gillman, entre els quals cal destacar Sibylline Leaves (1817), Aids to Reflection (1825), i Church and State (1830). Va morir d'un atac al cor a Highgate el 25 de juliol de 1834.

## Obres

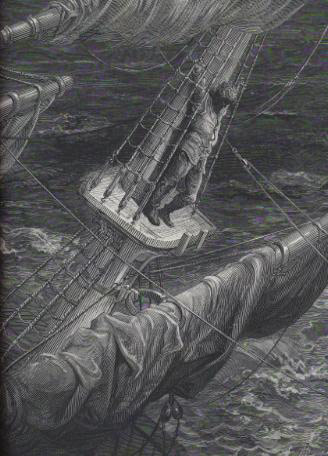
Il·lustració de la Rima de l'ancià mariner, per Gustave Doré

### Poesia
Balades líriques (1798)
Conté la millor expressió de la seua força poètica. Va contribuir amb els típics poemes de conversa o poesia de meditació, com El rossinyol.
Coleridge difereix de Wordsworth. Mentre Wordsworth s'inspira en les coses senzilles de la vida quotidiana ("everyday life"), Coleridge recorre al passat com un temps misteriós i fantàstic, projectant el lector cap al fantàstic món de la "imaginació". Wordsworth pretén entretenir el lector amb una escriptura "simple", natural; enfront d'això, Coleridge es dirigeix a ell per a transportar-lo al misteriós i màgic món d'allò "sobrenatural".
La seua contribució més famosa és la Rima de l'ancià mariner. Alguns han pretés trobar-hi una reflexió moral, i per als que creuen que té aquesta finalitat, Coleridge l'afegeix al final de la narració, però el poema és en si mateix semblant a un conte àrab, en què tot es mou seguint una seqüència fantàstica i inesperada" (Ifor Evans).
Fins i tot aquells que no l'han llegit, estan influïts per ell, perquè va donar certes frases proverbials a l'anglès, com la metàfora de l'albatros al voltant del coll per a assenyalar quelcom que dificulta o entorpeix el treball; la cita de "water, water everywhere, but not a drop to drink / aigua, aigua per totes bandes, però ni una gota per a beure", o l'expressió "a sadder but wiser Man / un home més trist però més savi".
Kubla Khan, or, A Vision in a Dream, A Fragment (1816)
El va començar l'any 1798. El nom del poema prové de l'antic Kan mongol, Khublai Khan.
Aparentment, va ser-li inspirat per un somni induït per l'opi. La història s'ambienta en un Orient antic i ple de ritus màgics. La força expressiva de Coleridge s'explica en la bullent imaginació descriptiva i en el ritme quasi musical que dona a la composició. Recorre a imatges estranyes, oníriques.
Christabel (1816)
Com Kubla Khan, aquest petit poema està inconclús. És un conte fantàstic. Destaca pel ritme i llenguatge musicals i el seu aire de conte gòtic, cosa bastant freqüent en el Romanticisme.
Conversation poems
El seu treball més influent van ser els "conversation poems" (poemes de conversa o de meditació), més curts. El to d'aquests poemes oscil·la entre els tranquils This Lime-Tree Bower my Prison i Frost at Midnight i els molt emotius Dejection i The Pains of Sleep. Aquest model va ser immediatament adoptat per Wordsworth, que els va usar en diverses de les seues obres. A través de Wordsworth, aquests poemes de conversa es van fer una forma comuna per a l'expressió poètica anglesa, i potser la més adoptada pels poetes moderns.

### Altres gèneres
Biographia Literaria
Aquesta obra confirma la seua capacitat d'anàlisi i crítica filosòfica, política i teològica. Elabora una sèrie de teories, que desitjava incloure en un projecte filosòfic més ampli i complex, que mai no va arribar a escriure. Els mèrits prosaics de Coleridge radiquen que, d'una banda, va proporcionar a la crítica literària "una interpretació més profunda i més filosòfica" i, d'altra, concebé per a ella "un vocabulari més útil i revelador". Va escriure, a més, diverses obres en prosa i peces teatrals.

## Connexions familiars

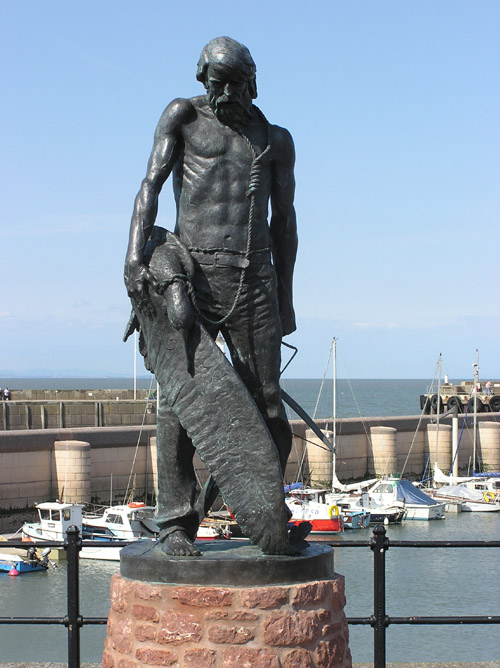
Una escultura de l'ancià mariner a Watchet Harbour, Somerset, Anglaterra, 2003, esculpida per Alan B Herriot

Coleridge va ser pare de Hartley Coleridge, Sara Coleridge, i Derwent Coleridge, i avi de Herbert Coleridge, Ernest Hartley Coleridge i Christabel Coleridge. Va ser oncle de John Duke, primer baró de Coleridge. La poeta Mary Coleridge era familiar seua, tot i que no descendia d'ell. El seu nebot Henry Nelson Coleridge, editor del seu treball, es va casar amb Sara. Mary Shelley, l'autora de Frankenstein o el modern Prometeu va freqüentar de petita la seva companyia, ja que el seu pare n'era amic personal.

## Curiositats
- Douglas Adams usa repetidament referències a Coleridge en la seua novel·la Dirk Gently's Holistic Detective Agency.
- El nom del Projecte Xanadu, de Ted Nelson, ve de la primera línia de Kubla Khan.
- El grup de heavy metal britànic Iron Maiden va gravar una cançó titulada Rima de l'ancià mariner, basada en el poema de Coleridge, en el seu àlbum de 1984 Powerslave.
- El grup de rock progressiu canadenc Rush va gravar una cançó titulada "Xanadu" en el seu àlbum de 1977 A Farewell to Kings, que recorre ben sovint a Kubla Khan.
- Hi ha un cràter anomenat Coleridge a la superfície de Mercuri.

### Pel·lícules
- Pandaemonium (2000), pel·lícula dirigida per Julien Tremp, narra l'amistat entre Wordsworth i Coleridge. No és fidedigna dels fets històrics.